# Iván Trubetskoi
Kniaz Iván Yúrievich Trubetskói (en ruso: Иван Юрьевич Трубецкой, 18 de junio de 1667 - Monasterio de Alejandro Nevski, 16 de enero de 1750) fue un militar ruso de alta graduación.

## Biografía
Era miembro del círculo más íntimo del zar Pedro I de Rusia y fue nombrado boyardo en 1692. Trubetskói comandó parto de la flota rusa durante la Campaña de Azov, en 1696. En 1699, fue nombrado gobernador de Veliki Nóvgorod. Trubetskói ordenó la rendición de las fuerzas rusas durante la Batalla de Narva en 1700. Fue capturado y hecho prisionero por los suecos hasta que fue intercambiado en 1718.
En 1704, tuvo un hijo con su amante sueca, la baronesa de Wrede. El hijo, llamado Iván Betskói, con una abreviación del apellido de su padre, sería un importante intelectual y consejero de la zarina Catalina I.
Iván Trubetskói fue nombrado mariscal de campo ruso en 1728.